# 1900 en droit
Cet article présente les faits marquants de l'année 1900 en droit.

## Événements
- 10 mars : loi sur le contrat de travail en Belgique ; première loi qui témoigne d’une avancée pour le mouvement ouvrier et de l’élaboration d’une véritable législation sociale.
- Olga Petit devient la première femme avocate de France.
- Lacey Act, loi américaine sur la protection de la nature.
- Traité de Paris (1900).